# Makrofotografi
Makrofotografi er et fotografi hvor objektivet har været placeret meget tæt på motivet. Objektivet kaldes makroobjektiv eller bare makro. Dette er et objektiv med en meget lav nærgrænse. Det vil sige at kameraet med makroobjektivet kan holdes meget tæt på motivet, og alligevel klare at fokusere.